# Beasain
Beasain [be.a.s̺ai̯n] (baskisch und offiziell; spanisch Beasáin) ist die Hauptgemeinde des Landkreises Goierri in der Provinz Gipuzkoa im Baskenland.

## Geographie

### Lage
Beasain liegt 42 Kilometer südlich von Donostia-San Sebastián in einem Tal und wird vom Fluss Oria durchschnitten. Während Beasain sich auf 159,2 m befindet, wird es von Bergen zwischen 500 und 800 m umgeben. Der Arriarán-Stausee wurde 1993 angelegt.

### Klima
Typisch ist ein feuchtes Klima, mit moderaten Temperaturen und Regen während des ganzen Jahres. Die Vegetation passt dazu.

## Geschichte

### Herkunft des baskischen Namens
Wichtige Sprachwissenschaftler wie Koldo Mitxelena und Julio Caro Baroja glauben, dass der Name Beasain aus dem mittelalterlichen, baskischen Namen Beraxa, welcher gut dokumentiert ist, abgeleitet ist. Koldo Mitxelena zitiert außerdem als Beispiel ein mittelalterliches Dokument, in welchem eine Person names Berástegui sich selbst Beraxa nennt. Mitxelena vermutet, dass der Name mit dem baskischen Wort für weich, beraxa oder beratza, verbunden ist und daher auch ein spezieller Spitzname sein könnte.
In der spanischen Schreibweise von Beasain variierten zeitweilig die Betonungszeichen. Im 19. Jahrhundert wurde Beasain vom Statistischen Amt in Spanien (INE) in offiziellen Dokumenten als Beásain und als Beasáin aufgeführt. Seit 1897 wurde in allen Volkszählungen nur noch die spanische Namensform Beasáin genannt.
Im Baskischen wird der Ortsname Beasain geschrieben, da es in der baskischen Sprache keine Akzente gibt.

## Wirtschaft und Infrastruktur
In Beasain sind einige große Unternehmen aus der metallverarbeitenden Industrie angesiedelt. Die wichtigsten sind:
- CAF, ein Schienenfahrzeughersteller
- Fundiciones del Estanda, S.A., eine Gießerei
- Ingeteam Indar Machines, Maschinenbau
- GH Cranes & Components (früher: Industrias Electromecánicas G.H., S.A.), ein Hersteller von Hebezeugen.

## Söhne und Töchter der Stadt
- Karlos Arguiñano (* 1948), Koch, Schauspieler und Unternehmer
- Paco Etxeberria (* 1957), Gerichtsmediziner und forensischer Anthropologe
- Pako Ayestarán (* 1963), Fußballtrainer
- Gorka Elustondo (* 1987), Fußballspieler
- Aritz Elustondo (* 1994), Fußballspieler
- Beñat Turrientes (* 2002), Fußballspieler